# Magda Béla
Magda Béla (Budapest, 1911. július 7. – 1991. június 3.) válogatott magyar labdarúgó, fedezet.

## Pályafutása

### Klubcsapatban
1937-ig a Budai 11 labdarúgója volt. 1937 és 1939 között a Ferencvárosban játszott. A Fradiban összesen 55 mérkőzésen szerepelt (23 bajnoki, 32 nemzetközi) és egy gólt szerzett (1 egyéb).

### A válogatottban
1936 és 1937 között három alkalommal szerepelt a válogatottban.

## Sikerei, díjai
- Magyar bajnokság
  - bajnok: 1937–38
  - 2.: 1938–39
- Közép-európai kupa (KK)
  - győztes: 1937
  - döntős: 1938, 1939

## Statisztika

### Mérkőzései a válogatottban
| Magyarország | Magyarország         | Magyarország                    | Magyarország | Magyarország | Magyarország  | Magyarország | Magyarország | Magyarország |
| #            | Dátum                | Helyszín                        | Hazai        | Eredmény     | Vendég        | Kiírás       | Gólok        | Esemény      |
| ------------ | -------------------- | ------------------------------- | ------------ | ------------ | ------------- | ------------ | ------------ | ------------ |
| 1.           | 1936. május 3.       | Budapest, Hungária körúti pálya | Magyarország | 3 – 3        | Írország      | barátságos   | -            |              |
| 2.           | 1937. szeptember 19. | Budapest, Hungária körúti pálya | Magyarország | 8 – 3        | Csehszlovákia | barátságos   | -            |              |
| 3.           | 1937. október 10.    | Bécs, Práter-stadion            | Ausztria     | 1 – 2        | Magyarország  | Európa-kupa  | -            |              |
|              | Összesen             |                                 |              | 3            | mérkőzés      |              | 0            | gól          |